# Henri Duchêne (paysagiste)
Pour les articles homonymes, voir Duchêne et Henri Duchêne.
Henri Duchêne est un paysagiste français né à Lyon le 26 octobre 1841 et mort à Lorient le 26 août 1902. Il est le père d'Achille Duchêne. 

## Biographie
Henri Duchêne, diplômé du Conservatoire national des arts et métiers de Paris, passionné d'architecture, fut recruté par la ville de Paris où débutaient les grands travaux dirigés par Adolphe Alphand. Il travailla à la création de projets de squares et de promenade dans Paris et y fit très grande impression.
Introduit par l'architecte Ernest Sanson dans la haute société, il se créa dès 1877 une clientèle prestigieuse parmi les propriétaires des grands domaines. Il put dès lors exercer tout son art et imposer son goût pour le retour à la tradition des jardins et paysages du XVIIe siècle français, en réaction contre la mode des jardins qui avaient sévi en France tout au long du XIXe siècle.
Toute son œuvre fut consacrée à replacer le jardin français dans sa vraie voie, la voie de la tradition, rendant leurs magnifiques jardins aux anciennes demeures qui en avaient été dépouillées.
Initiateur du retour du jardin à la française, Henri Duchêne transmit à son fils, Achille, qui rejoignit très tôt l'agence de son père, tout son savoir-faire. 
Dans leur conception et leur œuvre de rénovation, le fils est absolument inséparable du père. 
Henri et Achille Duchêne (1866-1947) travaillèrent de longues années ensemble et beaucoup de leurs réalisations furent communes.
Dévoré par son travail, ses recherches et ses lectures, assidu à exécuter sa tâche pour ses clients qu'il aimait comme des amis, Henri Duchêne se surmena. Frappé d'hémiplégie en 1899, il travailla cependant encore trois ans avant de s'éteindre dans sa maison de campagne de Lorient.
Le succès du père avait introduit aisément le fils dans le monde de l'art du paysage et de l'architecture des jardins.
Pendant toute la première moitié du XXe siècle, dans un monde qui évoluait à pas de géant, Achille Duchêne, en pleine maturité, poursuivit une carrière magistrale, amplifiant l'œuvre commencée par son père.

### Quelques parcs de châteaux, jardins & aménagements paysagers

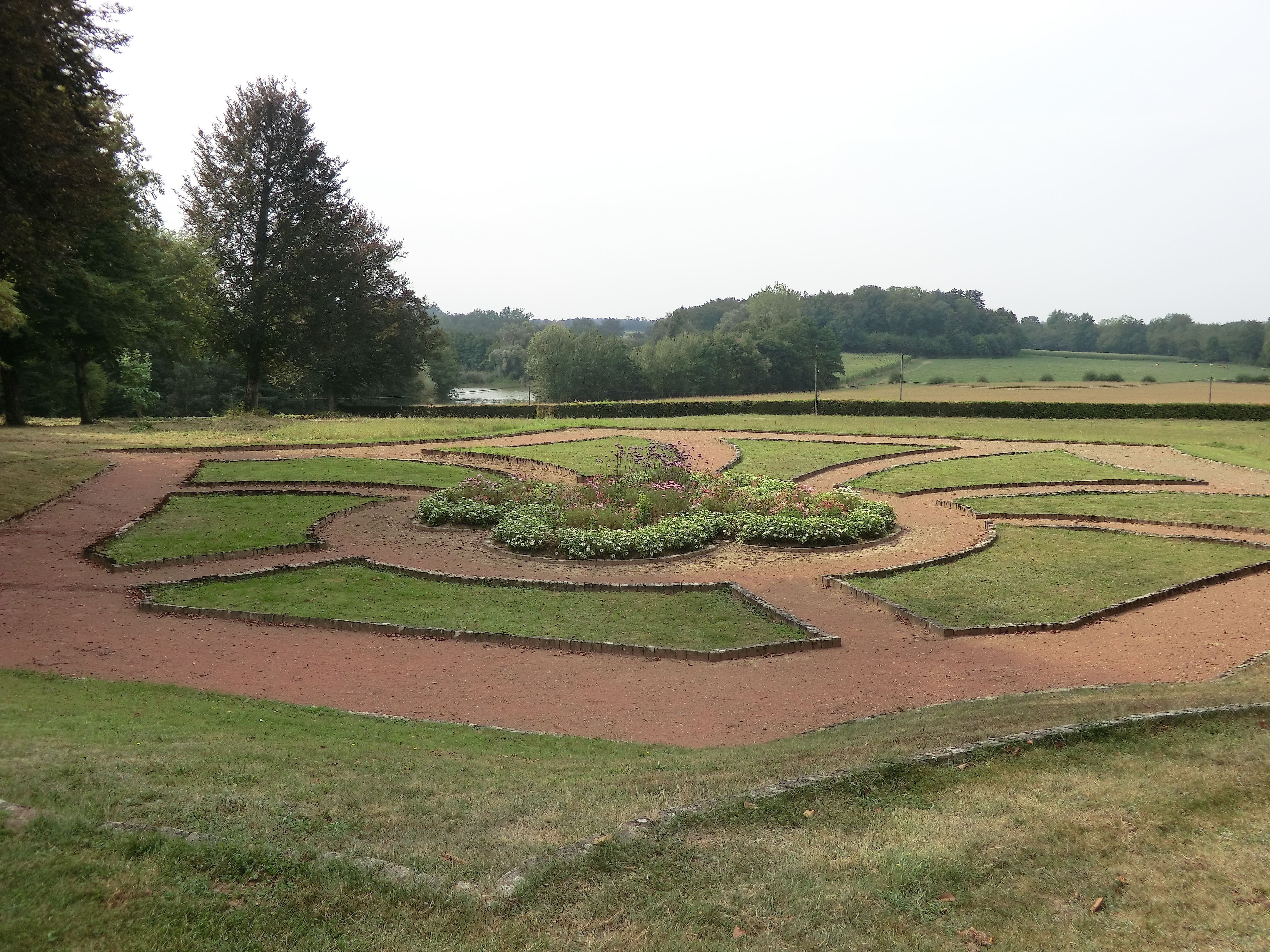
Partie du jardin du château de Joyeux réalisée par Henri Duchêne.

- Aménagement du Champ-de-Mars pour l'Exposition universelle de 1889.
- Château de Baudries, Belgique, 1887
- Château de Beaufossé, Essay, 1892
- Château de Vaux-le-Pénil, pour le banquier Michel Ephrussi, 1892
- Château de Maubranche pour le Marquis de Chaumont Quitry, 1895
- Château de Dampierre, pour le Duc de Luynes, 1895
- Château de Breteuil (Yvelines), 1898, (avec son fils Achille Duchêne)
- Château du Haut-Fontenay (Yvelines), (avec son fils Achille Duchêne)
- Château de Bouges (Indre), pour Henri Dufour (avec son fils Achille Duchêne)
- Château de la Jumellière (Maine-et-Loire) : 52 hectares, pour le comte de Maillé, (avec son fils Achille Duchène)
- Château d'Anjou et son parc de 10 hectares (Isère) pour Clément et Alice Jourdan, née Aynard. (avec son fils Achille Duchêne)
- Château de Joyeux  pour Georges et Fernande Meillet-Montessuy, née Eynard. Fernande Meillet-Montessuy était la cousine d'Alice Jourdan et les Meillet-Montessuy rencontrèrent Henri et Achille Duchêne à Anjou, à qui ils demandèrent la création d'un château et d'un parc (1897-1904).
- Château de Suisnes (Seine-et-Marne)[3] : Parc romantique de 17 hectares réalisé avec son fils Achille pour Jacques de Noirmont.
- Château de Chaumont-sur-Loire pour le Prince De Broglie
- Château de Balleroy
- Château du Francport, à Choisy-au-Bac (Oise), pour la famille des Acres de L'Aigle.

## Hommages

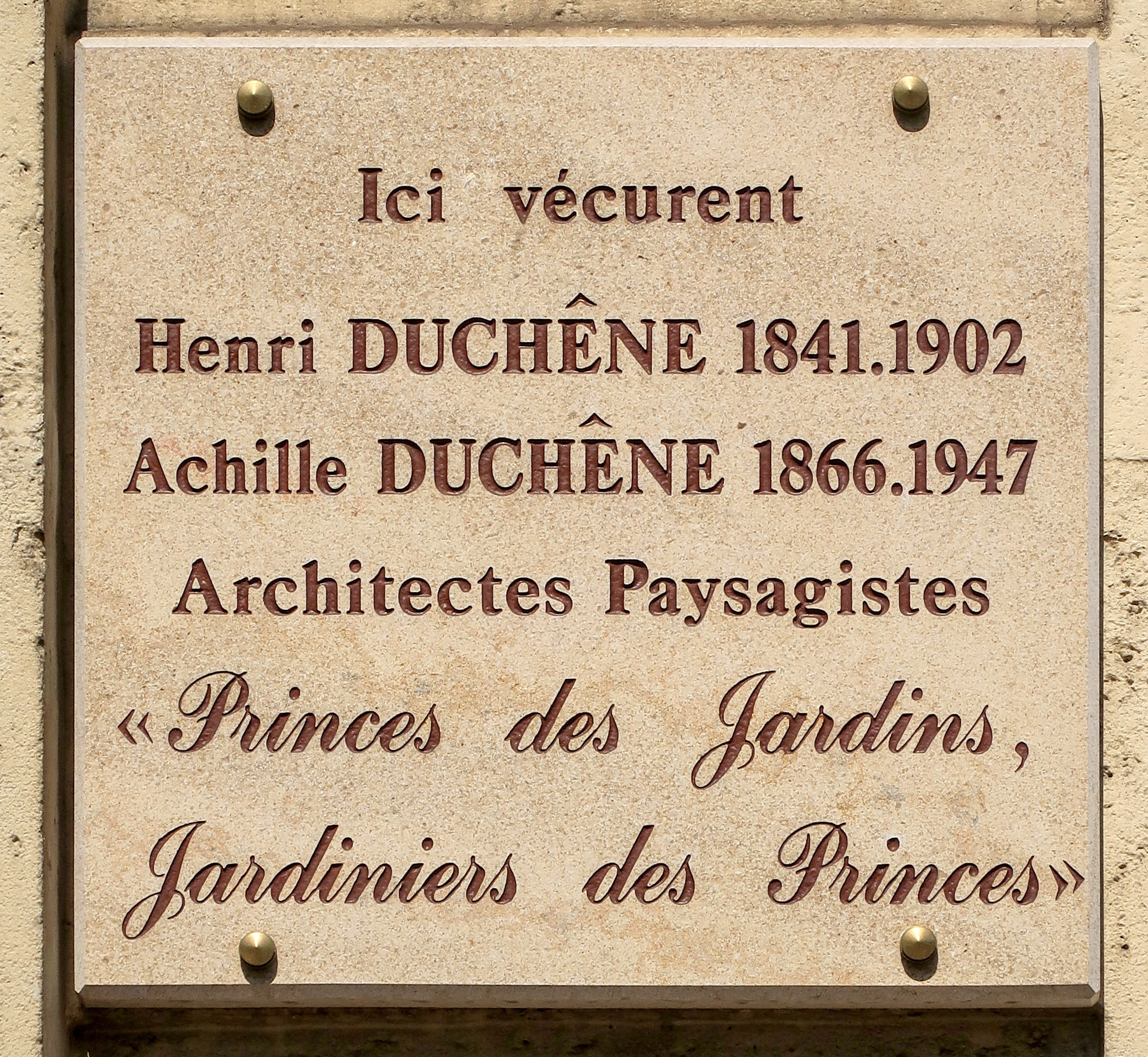
Plaque à Paris.

Un square Henri-et-Achille-Duchêne se trouve dans le 14e arrondissement de Paris.
Une plaque commémorative est apposée 10 avenue de New-York (16e arrondissement de Paris), où il vécut.

## Exposition
- Fabuleux jardins, le style Duchêne, 15 mars - 24 juin 2002, parc du château de Bagatelle.